# Shimla
Shimla (tiếng Anh:  /ˈʃɪmlə/; phát âm tiếng Hindustan: [ˈʃɪmlaː] ⓘ), còn ghi là Simla, là thủ phủ và thành phố lớn nhất của bang miền bắc Ấn Độ Himachal Pradesh. Đây cũng là tên huyện Shimla vây quanh thành phố, giáp với Uttarakhand về phía đông nam, với các huyện Mandi và Kullu về phía bắc, với Kinnaur về phía đông, Sirmaur về phía nam và Solan về phía đông. Năm 1864, Shimla, sau Murree, trở thành thủ phủ mùa hè của Ấn Độ thuộc Anh. Sau độc lập, thành phố đóng vai thủ phủ Punjab rồi sau thành thủ phủ Himachal Pradesh. Nơi đây là trung tâm thương mại, văn hóa, giáo dục của bang.
Trong vùng đã nó cũng xóm ấp nhỏ từ trước năm 1815 khi người Anh giành lấy vùng. Điều kiện khí hậu dịu mát lôi cuốn người Anh lập nên thành phố giữa cánh rừng rậm rạp miền Himalaya. Với vai trò thủ phủ mùa hè, Shimla là nơi tổ chức nhiều cuộc gặp chính trị quan trọng, gồm hòa ước Simla năm 1914 và hội nghị Simla năm 1945. Bang Himachal Pradesh được lập nên 1948, là sự kết hợp của 28 princely state. Thậm chí sau độc lập, thành phố vẫn giữ vai trò một trung tâm chính trị, hiệp định Simla năm 1972. Sau sự tái tổ chức bang Himachal Pradesh, huyện Mahasu cũ được đổi tên thành Shimla.
Nhà cửa ở Shimla có lúc mang hơi hướng Tudorbethan hay tân Gothic, do thời thuộc địa; nơi đây cũng có nhiều đền đài và nhà thờ. Kiến trúc thời thuộc địa, nhà thờ, đền đài cùng khí hậu mát mẻ lôi kéo khách du lịch đến đây. Những điểm thu hút là nhà nghĩ Phó vuơng, nhà thờ Đức Kitô, đền Jakhoo, Mall Road và the Ridge. Tuyến đường sắt Kalka–Shimla do người Anh xây dựng, một di sản thế giới UNESCO, cũng là một điểm nhấn nổi bật. Nhờ địa hình gồ ghề, Shimla tổ chức đường đua xe đạp miền núi MTB Himalaya, bắt đầu từ năm 2005 và là sự kiện đua xe đạp miền núi lớn nhất Nam Á. Shimla cũng có sân trượt băng tự nhiên lớn nhất Nam Á. Ngoài việc là trung tâm du lịch, thành phố còn có nhiều đại học và cơ sở nghiên cứu.

## Khí hậu
| Dữ liệu khí hậu của Shimla (1951–1980)                                  | Dữ liệu khí hậu của Shimla (1951–1980) | Dữ liệu khí hậu của Shimla (1951–1980) | Dữ liệu khí hậu của Shimla (1951–1980) | Dữ liệu khí hậu của Shimla (1951–1980) | Dữ liệu khí hậu của Shimla (1951–1980) | Dữ liệu khí hậu của Shimla (1951–1980) | Dữ liệu khí hậu của Shimla (1951–1980) | Dữ liệu khí hậu của Shimla (1951–1980) | Dữ liệu khí hậu của Shimla (1951–1980) | Dữ liệu khí hậu của Shimla (1951–1980) | Dữ liệu khí hậu của Shimla (1951–1980) | Dữ liệu khí hậu của Shimla (1951–1980) | Dữ liệu khí hậu của Shimla (1951–1980) |
| Tháng                                                                   | 1                                      | 2                                      | 3                                      | 4                                      | 5                                      | 6                                      | 7                                      | 8                                      | 9                                      | 10                                     | 11                                     | 12                                     | Năm                                    |
| ----------------------------------------------------------------------- | -------------------------------------- | -------------------------------------- | -------------------------------------- | -------------------------------------- | -------------------------------------- | -------------------------------------- | -------------------------------------- | -------------------------------------- | -------------------------------------- | -------------------------------------- | -------------------------------------- | -------------------------------------- | -------------------------------------- |
| Cao kỉ lục °C (°F)                                                      | 21.4 (70.5)                            | 22.6 (72.7)                            | 25.8 (78.4)                            | 29.6 (85.3)                            | 32.4 (90.3)                            | 31.5 (88.7)                            | 28.9 (84.0)                            | 27.8 (82.0)                            | 28.6 (83.5)                            | 25.6 (78.1)                            | 23.5 (74.3)                            | 20.5 (68.9)                            | 32.4 (90.3)                            |
| Trung bình ngày tối đa °C (°F)                                          | 8.9 (48.0)                             | 10.6 (51.1)                            | 14.8 (58.6)                            | 19.4 (66.9)                            | 22.9 (73.2)                            | 24.1 (75.4)                            | 21.0 (69.8)                            | 20.2 (68.4)                            | 20.1 (68.2)                            | 23.7 (74.7)                            | 15.1 (59.2)                            | 12.0 (53.6)                            | 17.3 (63.1)                            |
| Tối thiểu trung bình ngày °C (°F)                                       | 1.7 (35.1)                             | 3.0 (37.4)                             | 6.8 (44.2)                             | 11.1 (52.0)                            | 14.2 (57.6)                            | 15.6 (60.1)                            | 15.0 (59.0)                            | 14.8 (58.6)                            | 13.4 (56.1)                            | 10.7 (51.3)                            | 7.0 (44.6)                             | 4.3 (39.7)                             | 9.8 (49.6)                             |
| Thấp kỉ lục °C (°F)                                                     | −10.6 (12.9)                           | −8.5 (16.7)                            | −6.1 (21.0)                            | −1.3 (29.7)                            | 1.4 (34.5)                             | 7.8 (46.0)                             | 9.4 (48.9)                             | 10.6 (51.1)                            | 5.0 (41.0)                             | 0.2 (32.4)                             | −1.1 (30.0)                            | −12.2 (10.0)                           | −12.2 (10.0)                           |
| Lượng Giáng thủy trung bình mm (inches)                                 | 54.6 (2.15)                            | 47.2 (1.86)                            | 59.4 (2.34)                            | 41.1 (1.62)                            | 56.4 (2.22)                            | 175.6 (6.91)                           | 376.5 (14.82)                          | 335.1 (13.19)                          | 190.2 (7.49)                           | 46.2 (1.82)                            | 13.8 (0.54)                            | 16.0 (0.63)                            | 1.424,8 (56.09)                        |
| Số ngày mưa trung bình                                                  | 4.7                                    | 4.1                                    | 5.2                                    | 3.6                                    | 4.6                                    | 10.3                                   | 18.3                                   | 18.1                                   | 9.9                                    | 2.9                                    | 1.3                                    | 1.8                                    | 84.8                                   |
| Nguồn: India Meteorological Department (record high and low up to 2010) |                                        |                                        |                                        |                                        |                                        |                                        |                                        |                                        |                                        |                                        |                                        |                                        |                                        |